# Памятник Утёсову
Па́мятник Леони́ду Утёсову — бронзовая скульптурная композиция, установленная в Городском саду Одессы в память об одессите, советском эстрадном артисте Леониде Утёсове.

## История создания
Бронзовая скульптурная композиция была изготовлена заслуженным художником Украины скульптором А. П. Токаревым, который является автором целого ряда скульптурных композиций малых форм, украшающих улицы и парки Одессы. Композиция была отлита в Киеве и установлена в 2000 году в дни празднования Дня города, который в Одессе отмечается 2 сентября. Утёсов представлен сидящим на ажурной скамейке, место рядом с ним пустует. Благодаря этой задумке, а также тому, что скульптура выполнена чуть больше натуральной величины, это приближает фигуру к зрителю, ставит его на один уровень с Утёсовым. Одесситы и гости города любят фотографироваться с этим памятником, присев на скамейку рядом с Утёсовым.

## Композиция
Изначально в композицию входил музыкальный автомат, изготовленный в виде старинной телефонной будки, установленной в нескольких метрах от бронзового Утёсова. Внутри будки, рядом с настоящим дисковым телефонным аппаратом, был прикреплён пронумерованный список, включавший наиболее популярные песни, исполнявшиеся Утёсовым. Любой желающий мог набрать номер из этого списка на телефонном аппарате, и из установленных внешних динамиков начинала звучать выбранная по списку песня, слышимая не только внутри телефонной будки, но и на улице. К сожалению, эта деталь композиции вскоре была выведена из строя вандалами, а спустя ещё какое-то время был демонтирован и сам музыкальный автомат, напоминанием о котором остаются металлические элементы крепления на асфальте.
Скульптор Александр Токарев вспоминает о создании памятника: 

Меня давно привлекали скульптуры без постамента, в человеческий рост, которые воспринимаются органично и естественно. Именно таким я представлял себе памятник Утёсову. Идея скульптуры артиста, сидящего на скамеечке на Дерибасовской, принадлежит Руслану Боделану. Рядом с ним должна была быть будочка, из которой можно было позвонить и прослушать песню Утёсова. Однажды в Одессу приехал тогдашний президент Украины Виктор Ющенко. Но услышать песню Утёсова возле его памятника ему так и не удалось. Не было усилителя звука. Постояв пару  минут, президентская процессия двинулась дальше.

Композиция монумента была простой. Уже существует много подобных скульптур со скамеечками. Но здесь были сложности в изображении  певца. Нужно было уловить его черты, чтобы он был узнаваем. Это должен быть человек в возрасте, сидящий несколько вальяжно. Работать мне пришлось по фотографиям артиста. Мало кто знает, что Утёсова нам пришлось «переобувать». Вместо туфлей со шнурками мне пришлось сделать ботинки. Благодаря этому картинка получилась более обобщенной, цельной.